# Maria Helena (porta-bandeira)
Maria Helena Rodrigues (São João Nepomuceno, 2 de maio de 1945 – Rio de Janeiro, 20 de março de 2022) foi uma porta-bandeira brasileira, seis vezes campeã do carnaval carioca. É vencedora de três Estandartes de Ouro, prêmio considerado o "Óscar do carnaval".
Nascida em Minas Gerais, mudou-se para o Rio de Janeiro aos 15 anos, na década de 1960, para trabalhar como empregada doméstica e costureira. Começou a desfilar pelos blocos Cometa do Bispo, do Rio Comprido, e Quem Quiser Pode Vir, da Pavuna. Conheceu o mestre-sala Bagdá, da Portela, que lhe ensinou a dança de porta-bandeira e foi seu primeiro parceiro.
Foi porta-bandeira das escolas Unidos da Ponte, Unidos da Tijuca, Império da Tijuca e União da Ilha do Governador, mas ganhou destaque desfilando pela Imperatriz Leopoldinense, onde por mais de vinte anos fez par com seu próprio filho, o mestre-sala Chiquinho.
Depois de encerrar a carreira, passou a dar aulas de porta-bandeira na Vila Cruzeiro e na Vila Olímpica de Ramos.

## Biografia

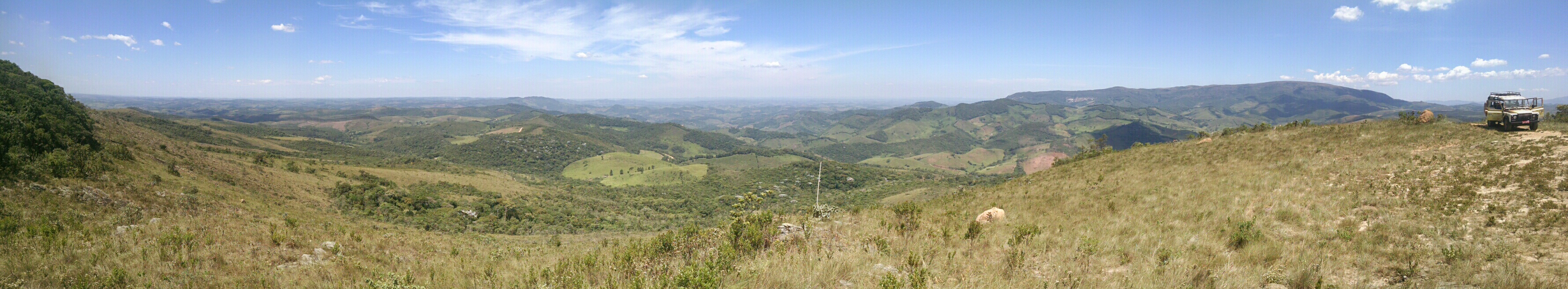
Zona da Mata Mineira, onde Maria Helena nasceu e foi criada.

### 1945–1960: Infância em Minas e mudança para o Rio
Maria Helena Rodrigues nasceu no dia 2 de maio de 1945, na cidade de São João Nepomuceno, na Zona da Mata Mineira. Segunda filha mais velha, numa família de cinco irmãos. Ainda criança, perdeu o irmão mais novo, e o irmão mais velho fugiu de casa. Maria Helena cuidava dos outros dois irmãos menores, enquanto a mãe e o padrasto trabalhavam na roça. Tinha pouco contato com o pai, que nunca morou com os filhos.

"Foi só desgraça, fome, muita pobreza. Cansei de comer manga verde e pegar cana para esquentar no forno e chupar como café."— Maria Helena sobre a vida na roça.
Aos quatorze anos de idade, Maria Helena perdeu sua mãe. Foi morar com os irmãos na casa de um tio, na mesma cidade. Na época, perdeu o outro irmão, Antônio, comido por um porco. Aos quinze anos, mudou-se com a irmã Elza, para o Rio de Janeiro. As duas foram morar na casa de uma prima, no Morro 117, em Rio Comprido.

### 1961–1969: Interesse pela dança e nascimento de Chiquinho
Após muitos conflitos com a prima, Maria Helena e Elza foram expulsas de casa. Elza retornou à Minas Gerais, enquanto Maria Helena continuou no Rio de Janeiro, tendo que morar na rua até encontrar um trabalho de empregada doméstica. 
"Fui praticamente mendiga. Catei muito lixo para comer e carreguei lata de pedra na cabeça para comprar um pão. Já dormi até em galho de árvore. Ficava lá embaixo de chuva ou sol.”— Maria Helena sobre o período em que morou na rua.
Na mesma época, Maria Helena passou a frequentar rodas de samba e ensaios de blocos carnavalescos. Durante uma visita à quadra da escola de samba Estação Primeira de Mangueira, assistiu a uma apresentação de Neide da Mangueira e Delegado e se interessou pela dança do casal de mestre-sala e porta-bandeira, tendo voltado outras vezes à quadra apenas para vê-los dançar. Em 1962, desfilou como passista no carnaval de estreia do bloco Cometas do Bispo. No mesmo ano, conheceu o biscateiro Sebastião Francisco, com quem começou a namorar. Pouco tempo depois, aos 18 anos de idade, Maria Helena engravidou. Sebastião não quis assumir a paternidade e desapareceu. Em 2 de novembro de 1963 nasceu seu primeiro filho, José Francisco de Oliveira, o Chiquinho. Com filho pequeno e sem poder trabalhar, Maria Helena voltou a morar na rua.
Apenas dois anos depois, a mãe de Sebastião, acolheu Maria Helena e Chiquinho em sua casa, em Duque de Caxias, na Baixada Fluminense. Chiquinho ficava sob os cuidados da avó enquanto Maria Helena trabalhava. Restabelecida como doméstica, Maria Helena voltou a frequentar rodas de samba pela cidade. Em 1965, desfilou como porta-estandarte do bloco carnavalesco "Quem quiser pode vir", da Pavuna. No bloco, conheceu Julvêncio Oscar de Oliveira, o mestre-sala Bagdá. Com ele, teve aulas de samba e aprendeu a dança de mestre-sala e porta-bandeira.

### 1970–1981: Estreia como porta-bandeira e passagens por diversas escolas
Em 1974, Sebastião Francisco, o pai de Chiquinho, foi assassinado durante uma briga de bar. Tanto Chiquinho, quanto Maria Helena, não mantinham contato com ele. No início da década de 1970, fez sua estreia como porta-bandeira na escola Unidos da Ponte, onde permaneceu por cinco anos, disputando os grupos 3 e 2. Também teve uma breve passagem pela Unidos da Tijuca, onde dançou com o mestre-sala Agostinho.
No carnaval de 1977, se transferiu para a Império da Tijuca, tendo como parceiro o mestre-sala Jorge Bossa Nova. No mesmo ano, se mudou com Chiquinho para a Favela da Grota, no Complexo do Alemão, na zona norte do Rio. Começou a frequentar a quadra da Imperatriz Leopoldinense, que ficava perto de seu novo endereço, e logo foi chamada para desfilar pela agremiação, no carnaval de 1978. Foi a segunda porta-bandeira da escola, tendo como parceiro o mestre-sala Tiãozinho. A escola foi vice-campeã do Grupo 2, sendo promovida à primeira divisão do carnaval carioca. O desempenho de Maria Helena chamou a atenção de Paulo Amargoso - então presidente da União da Ilha do Governador - que convidou a porta-bandeira para desfilar em sua escola, na primeira divisão do carnaval carioca. Maria Helena permaneceu na agremiação por três anos, tendo como parceiro o mestre-sala Robertinho. Em seu primeiro ano (1979), conquistou uma nota 10 e outra nota 9. A escola ficou classificada no quinto lugar. Nos carnavais de 1980 e 1981, o quesito "Mestre-sala e Porta-bandeira" foi retirado de julgamento, porém, manteve-se a obrigatoriedade do casal desfilar.
Em 1980, Maria Helena participou de um momento inovador na história dos desfiles. A porta-bandeira e o mestre-sala Robertinho desfilaram em cima de uma alegoria na forma de um grande tablado, com espaço para o casal evoluir. Com o enredo "Bom, bonito e barato", a escola sagrou-se vice-campeã do carnaval carioca. Maria Helena começava a preparar Chiquinho para ser seu mestre-sala. Em 1981, ele dançara como segundo mestre-sala da União da Ilha. A escola ficou classificada na sétima colocação. No mesmo ano, Maria Helena engravidou e deu à luz Elizângela.

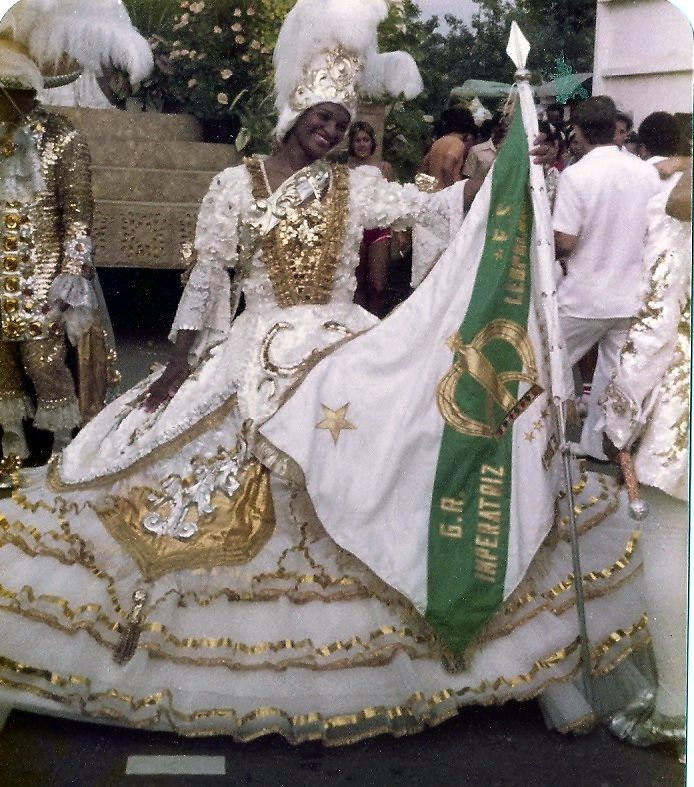
Maria Helena com a bandeira da Imperatriz no carnaval de 1983.

### 1982–1993: Parceria com o filho e primeiro título
Para o carnaval de 1982, a porta-bandeira Irene pediu dispensa da Imperatriz Leopoldinense. Seu parceiro, o mestre-sala Bagdá, indicou à diretoria da escola o nome de Maria Helena para ocupar a vaga. O então presidente da escola, Luiz Pacheco Drummond, aceitou a indicação e Maria Helena foi contratada. Em sua estreia como primeira porta-bandeira da agremiação, e dançando com o amigo Bagdá, conquistou a nota máxima do júri oficial. Seu filho, Chiquinho, desfilou como segundo mestre-sala. A escola, bicampeã no ano anterior, ficou classificada em terceiro lugar.
No ano seguinte, o mestre-sala Bagdá se desligou da Imperatriz. Maria Helena foi chamada pela direção para ajudar na escolha de seu novo parceiro e sugeriu o próprio filho, Chiquinho. Na época, sem condições financeiras de contratar um mestre-sala mais conhecido, Luizinho Drummond aceitou efetivar Chiquinho. No primeiro ano do casal, dançando juntos, conquistaram a pontuação máxima dos jurados. A escola terminou o carnaval classificada na quarta colocação.
No carnaval de 1984, mais uma vez, conquistaram a nota máxima. A escola, em crise financeira, ficou classificada na quarta colocação do desfile de domingo. No desfile de 1985, Chiquinho desfilou com febre alta, ocasionada por um furúnculo na região da axila direita. Ao consultar um médico, dias antes, foi proibido de desfilar, mas sua mãe, o obrigou a se apresentar. Como saída, Chiquinho diminuiu o ritmo da dança, fazendo movimentos lentos. A solução deu certo, e o passo, conhecido como "câmera lenta", virou marca registrada do mestre-sala, incorporado por ele nos anos seguintes. Também neste carnaval, Maria Helena deu ao filho a ideia dele incorporar em sua dança o movimento conhecido como "moonwalk", popularizado pelo cantor Michael Jackson. O casal ganhou nota máxima dos dois jurados oficiais e Chiquinho foi premiado com o Estandarte de Ouro de melhor mestre-sala. Nos anos de 1986 e 1987, o casal também recebeu nota máxima dos jurados. Em 1987, Maria Helena completou seis carnavais com pontuação máxima na Imperatriz Leopoldinense. No mesmo ano, Chiquinho recebeu o seu segundo Estandarte de Ouro.
Em 1988, Maria Helena obteve o seu pior desempenho na Imperatriz. A escola atravessava outra crise financeira, o que refletiu na simplicidade das fantasias e alegorias apresentadas. A fantasia de Chiquinho estava apertada, enquanto a de Maria Helena - com muitas plumas - se desmanchou durante o desfile. O casal ainda enfrentou uma fraca chuva durante sua exibição. Maria Helena chegou a chorar durante a apresentação. No julgamento oficial, o casal recebeu duas notas 10, uma nota 9 e outra nota 8, sendo que a maior nota (10) e a menor (8) foram descartadas seguindo o regulamento da época. Foi o primeiro ano, desde que começaram a dançar juntos, que não conquistaram a pontuação máxima para a escola. A Imperatriz ultrapassou o tempo limite de desfile, terminando classificada na última colocação do Grupo, mas o descenso foi cancelado após a LIESA responsabilizar-se pelo atraso da escola, causado pela queda de um fio de alta tensão durante a passagem da agremiação anterior, a União da Ilha. Apesar do desfile dramático, Maria Helena conquistou o seu primeiro Estandarte de Ouro de melhor porta-bandeira do carnaval. No ano seguinte, em 1989, a Imperatriz sagrou-se campeã com o antológico desfile "Liberdade, Liberdade, Abra as Asas Sobre Nós". Pela primeira vez, Maria Helena foi campeã do carnaval. Em 1993, o casal foi cortado do desfile pelo então presidente da Imperatriz, Luizinho Drummond, por não comparecerem a um dos ensaios.

### 1994–2005: "Era de ouro" e saída dramática da Imperatriz

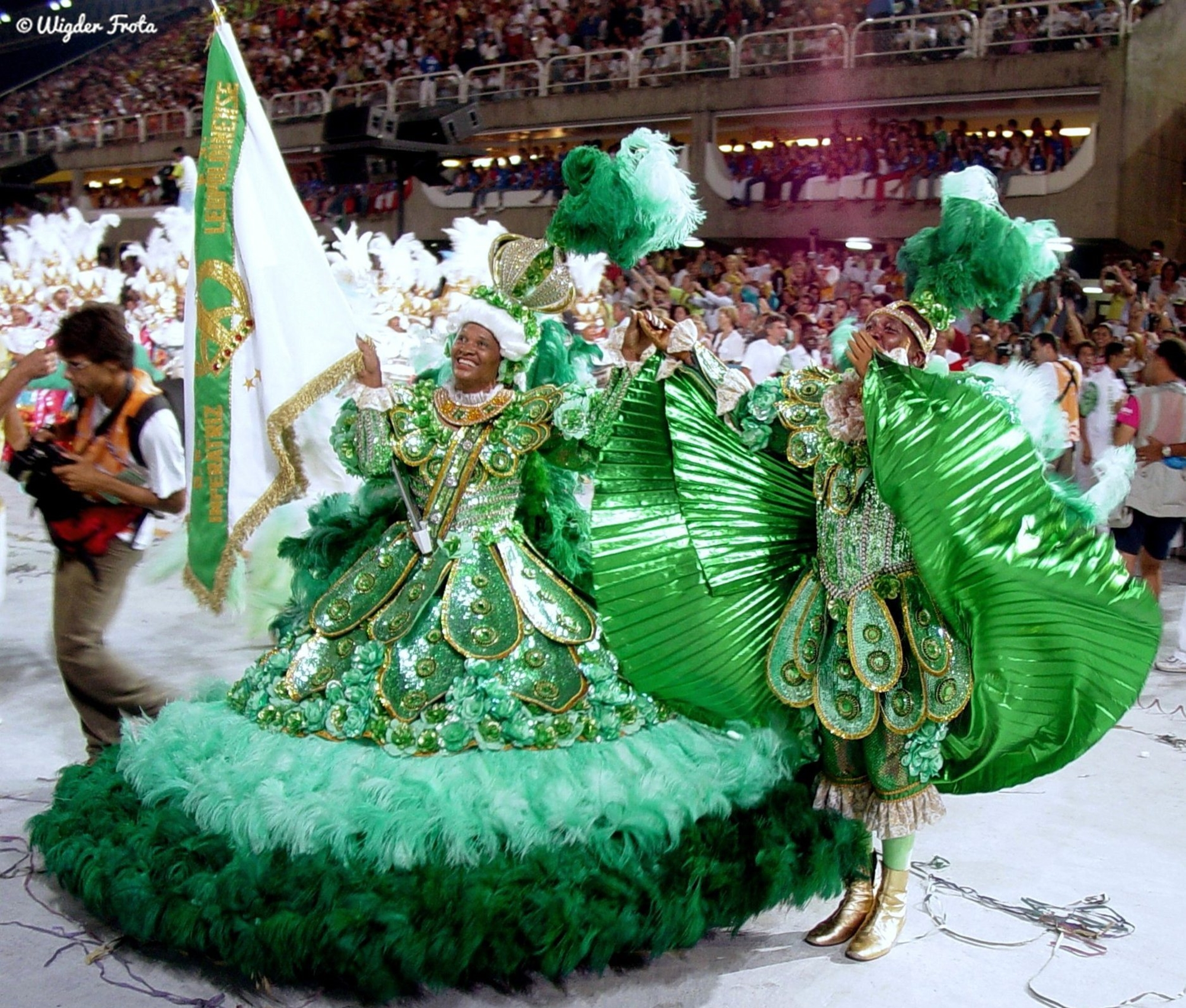
Chiquinho e Maria Helena no desfile de 2005, o último ano da dupla na Imperatriz.

Em 1994, retornou à Imperatriz, conquistando mais um título de campeã. Também foi agraciada com seu segundo Estandarte de Ouro. No ano seguinte, em 1995, mais uma vez sagrou-se campeã com a Imperatriz. Em 1996, mais um vez, obteve a nota máxima dos jurados. A Imperatriz foi vice-campeã do carnaval. Mais três títulos foram conquistados em 1999, 2000 e 2001. Em 1999, Maria Helena e Chiquinho chegaram a brigar pouco antes do carnaval, mas fizeram as pazes a tempo de desfilar. Jorge Benjor, que assistiu ao desfile da Imperatriz, compôs a canção Maria Helena e Chiquinho, na qual diz que “a paz veio dançando na passarela”.
O carnaval de 2001 foi a última vez que Maria Helena ganhou nota máxima na Imperatriz. Em 2002 e 2003, mãe e filho perderam cinco décimos. Em 2004, sete décimos foram descontados do casal. Em 2005, a Imperatriz deixou a Sapucaí como uma das favoritas ao título. Maria Helena e Chiquinho perderam meio ponto no julgamento oficial e foram considerados como um dos responsáveis pela perda do título. Após o carnaval, o casal foi dispensado da escola.

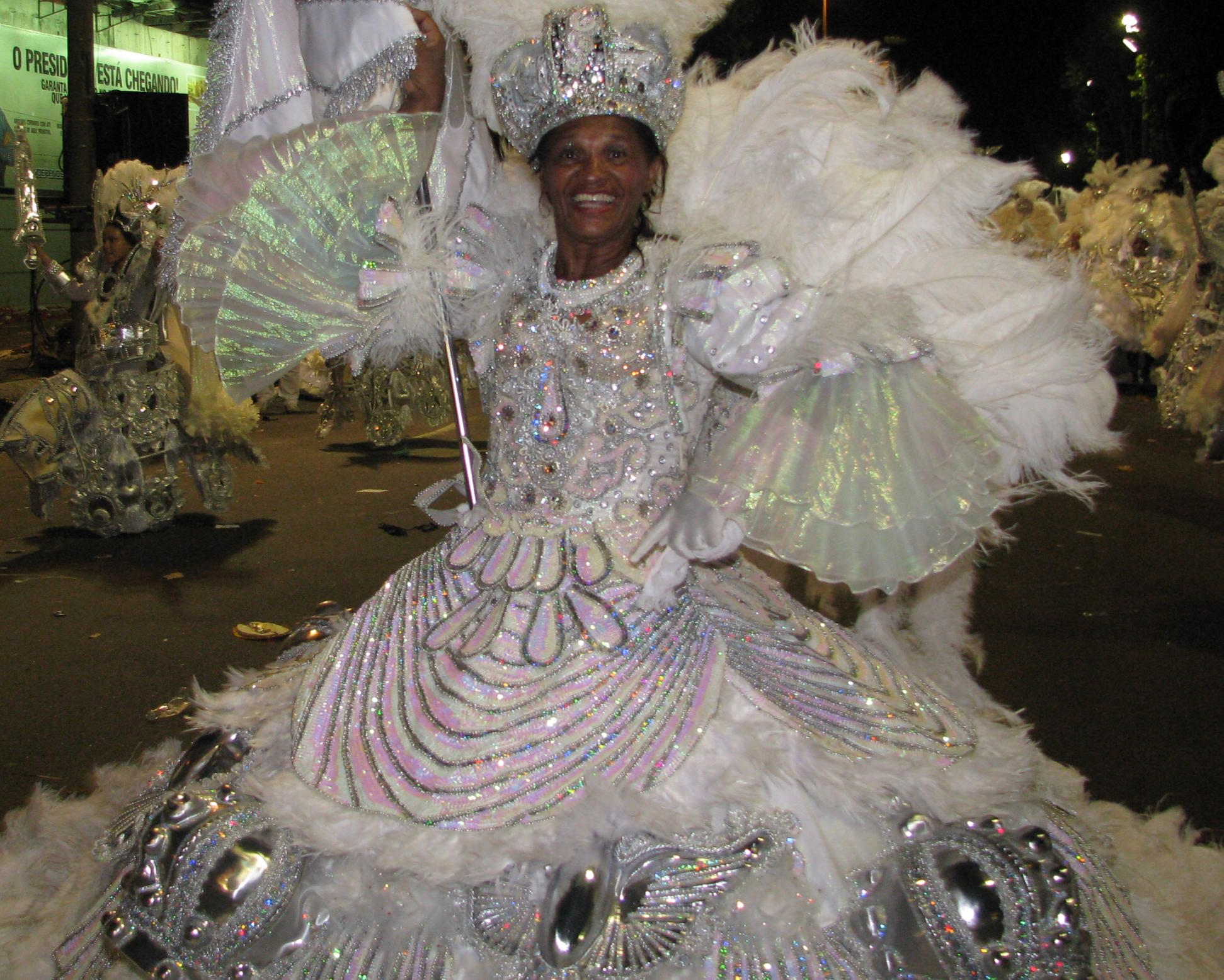
Maria Helena no desfile de 2010 da Imperatriz.

"Eu finjo que passou, mas sinceramente não passou. Eu já estava me preparando para deixar o posto e também estava preparando a minha filha para ficar no meu lugar. Queria passar o bastão para ela. Era uma questão de dignidade, mas não me deram a chance."— Maria Helena, em 2015, sobre sua dispensa da Imperatriz.

### 2006–2013: Grupos de acesso e carnaval de Corumbá
Em 2006, Maria Helena e Chiquinho desfilaram no Grupo A pela Alegria da Zona Sul. Apesar de receberam nota máxima dos jurados, a escola foi rebaixada. Em 2007, desfilaram novamente pela Alegria. A escola conquistou o sétimo lugar. Em 2008, Maria Helena desfilou como destaque em uma alegoria da Imperatriz. No carnaval de 2010, Chiquinho e Maria Helena participaram do desfile dos Acadêmicos do Grande Rio, onde foram homenageado juntos à outros casais mestres-sala e porta-bandeiras, dentro do enredo sobre o Sambódromo. A escola foi vice-campeã do carnaval. No mesmo ano, Maria Helena desfilou no chão, pela Imperatriz, carregando a bandeira do divino.
Em 2012, Maria Helena e Chiquinho desfilaram como primeira casal da escola de samba Unidos da Vila Mamona, do Mato Grosso do Sul. A escola foi campeã do Grupo de Acesso do carnaval de Corumbá.
"A porta-bandeira, quando ela gosta, ama o que faz, não tem dinheiro que pague, porque é uma coisa que vem de dentro de você. Quanto mais você faz, mas você tem vontade."— Maria Helena sobre o convite para desfilar em Corumbá.
No carnaval de 2013, Maria Helena e Chiquinho voltaram a desfilar pela Unidos da Vila Mamona. Maria Helena passou mal no inicio de sua apresentação. A porta-bandeira foi atendida por uma equipe médica no local e tentou prosseguir desfilando, mas não resistiu e teve que ser levada de ambulância para o hospital. Sem o casal, a escola perdeu pontos e foi rebaixada. Após encerrarem a carreira no carnaval carioca, mãe e filho passaram a ministrar aulas de mestre-sala e porta-bandeira na Vila Cruzeiro e na Vila Olímpica de Ramos.

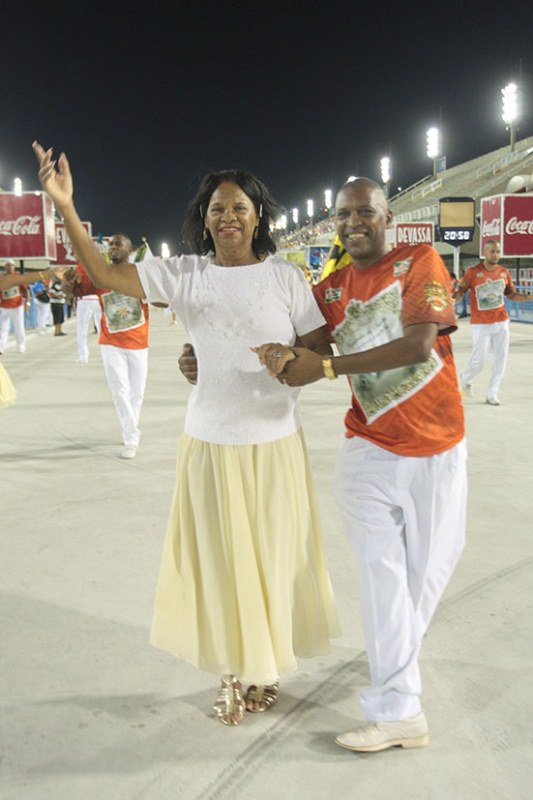
Chiquinho e Maria Helena no ensaio do Porto da Pedra para o carnaval de 2014.

### 2014–2022: Homenagens e destaque na Imperatriz
No carnaval de 2014, Maria Helena desfilou como destaque num tripé à frente do abre-alas da Imperatriz. A ex porta-bandeira recebeu seu terceiro Estandarte de Ouro, dessa vez, de Personalidade do Carnaval. Em 2015, novamente desfilou como destaque, ao lado do filho, em uma das alegorias da Imperatriz. Os dois vestiram a mesma fantasia com que desfilaram no carnaval de 2000. No mesmo ano, recebeu um prêmio especial do Tamborim de Ouro de Personalidade do Carnaval. Em 2017, mãe e filho participaram do desfile da Acadêmicos da Rocinha, em homenagem ao carnavalesco Viriato Ferreira. Em 2017, mãe e filho participaram do desfile da Acadêmicos da Rocinha, em homenagem ao carnavalesco Viriato Ferreira. No carnaval de 2018, os dois foram homenageados pela escola de samba mirim Miúda da Cabuçu com o enredo "Maria Helena e Chiquinho, casal nota 1000". No mesmo ano, participaram da comissão de frente da Imperatriz. Em 2019, a Imperatriz Leopoldinense foi rebaixada. Mãe e filho desfilaram como destaque na última alegoria da escola. Também participaram do desfile da Arame de Ricardo, que homenageou Jeronymo da Portela. No carnaval de 2020 novamente desfilou ao lado do filho na última alegoria da Imperatriz e a escola foi campeã da Série A. Em seus últimos anos, Maria Helena enfrentou problemas de saúde por causa da diabetes. Mesmo com o desgaste das sessões de hemodiálise, a ex porta-bandeira não deixava da acompanhar os eventos e ensaios da Imperatriz. Sua última aparição pública foi no ensaio técnico da Imperatriz para o carnaval de 2022 no sambódromo, uma semana antes de sua morte.

### Morte
Maria Helena morreu na manhã do domingo dia 20 de março de 2022 por complicações decorrentes da diabetes. Seu velório foi realizado na manhã do dia seguinte, na quadra da Imperatriz Leopoldinense e reuniu diversas personalidades do carnaval carioca. O enterro ocorreu na parte da tarde no cemitério de Inhaúma.

## Carnavais

### Rio de Janeiro
Abaixo, a lista de carnavais de Maria Helena no Rio de Janeiro e seu desempenho em cada ano.
| Legenda: 0 Nota descartada N Escola foi campeã * Sem informação disponível |

| Ano                  | Grupo    | Escola                      | Classificação          | Mestre-sala      | Notas                  | Notas                  | Notas                  | Notas                  | Notas                  | Ref.                        |
| -------------------- | -------- | --------------------------- | ---------------------- | ---------------- | ---------------------- | ---------------------- | ---------------------- | ---------------------- | ---------------------- | --------------------------- |
| 1971                 | Grupo 3  | Unidos da Ponte             | 8.º lugar              | *                | *                      | *                      | *                      | *                      | *                      | [ 40 ] [ 41 ]               |
| 1972                 | Grupo 3  | Unidos da Ponte             | Vice-campeã            | *                | *                      | *                      | *                      | *                      | *                      | [ 40 ] [ 42 ]               |
| 1973                 | Grupo 2  | Unidos da Ponte             | 11.º lugar             | *                | *                      | *                      | *                      | *                      | *                      | [ 40 ] [ 43 ]               |
| 1974                 | Grupo 2  | Unidos da Ponte             | 13.º lugar             | *                | *                      | *                      | *                      | *                      | *                      | [ 40 ] [ 44 ]               |
| 1976                 | Grupo 2  | Unidos da Tijuca            | 4.º lugar              | Agostinho        | *                      | *                      | *                      | *                      | *                      | [ 40 ] [ 45 ]               |
| 1977                 | Grupo 1A | Império da Tijuca           | 11.º lugar             | Jorge Bossa Nova | 4                      | -                      | -                      | -                      | -                      | [ 11 ] [ 46 ] [ 47 ] [ 40 ] |
| 1978                 | Grupo 2  | Imperatriz Leopoldinense    | Vice-campeã            | Tiãozinho        | Segunda porta-bandeira | Segunda porta-bandeira | Segunda porta-bandeira | Segunda porta-bandeira | Segunda porta-bandeira | [ 40 ]                      |
| 1979                 | Grupo 1A | União da Ilha do Governador | 5.º lugar              | Robertinho       | 10                     | 9                      | -                      | -                      | -                      | [ 48 ] [ 49 ]               |
| 1980                 | Grupo 1A | União da Ilha do Governador | Vice-campeã            | Robertinho       | Quesito não julgado    | Quesito não julgado    | Quesito não julgado    | Quesito não julgado    | Quesito não julgado    | [ 12 ] [ 50 ]               |
| 1981                 | Grupo 1A | União da Ilha do Governador | 7.º lugar              | Robertinho       | Quesito não julgado    | Quesito não julgado    | Quesito não julgado    | Quesito não julgado    | Quesito não julgado    | [ 51 ] [ 52 ]               |
| 1982                 | Grupo 1A | Imperatriz Leopoldinense    | 3.º lugar              | Bagdá            | 5                      | 5                      | -                      | -                      | -                      | [ 53 ] [ 54 ] [ 55 ]        |
| 1983                 | Grupo 1A | Imperatriz Leopoldinense    | 4.º lugar              | Chiquinho        | 10                     | 10                     | -                      | -                      | -                      | [ 56 ] [ 57 ]               |
| 1984                 | Grupo 1A | Imperatriz Leopoldinense    | 4.º lugar              | Chiquinho        | 10                     | 10                     | -                      | -                      | -                      | [ 58 ] [ 59 ]               |
| 1985                 | Grupo 1A | Imperatriz Leopoldinense    | 8.º lugar              | Chiquinho        | 10                     | 10                     | -                      | -                      | -                      | [ 60 ] [ 61 ]               |
| 1986                 | Grupo 1A | Imperatriz Leopoldinense    | 8.º lugar              | Chiquinho        | 10                     | 10                     | -                      | -                      | -                      | [ 62 ] [ 63 ]               |
| 1987                 | Grupo 1  | Imperatriz Leopoldinense    | 6.º lugar              | Chiquinho        | 10                     | 10                     | 10                     | 9                      | -                      | [ 64 ] [ 65 ]               |
| 1988                 | Grupo 1  | Imperatriz Leopoldinense    | 14.º lugar             | Chiquinho        | 10                     | 9                      | 10                     | 8                      | -                      | [ 66 ] [ 67 ]               |
| 1989                 | Grupo 1  | Imperatriz Leopoldinense    | Campeã                 | Chiquinho        | 10                     | 10                     | 10                     | -                      | -                      | [ 68 ] [ 69 ]               |
| 1990                 | Especial | Imperatriz Leopoldinense    | 4.º lugar              | Chiquinho        | 10                     | 10                     | 9                      | -                      | -                      | [ 70 ] [ 71 ]               |
| 1991                 | Especial | Imperatriz Leopoldinense    | 3.º lugar              | Chiquinho        | 10                     | 10                     | 10                     | -                      | -                      | [ 72 ] [ 73 ]               |
| 1992                 | Especial | Imperatriz Leopoldinense    | 3.º lugar              | Chiquinho        | 10                     | 10                     | 10                     | -                      | -                      | [ 74 ] [ 75 ]               |
| Não desfilou em 1993 |          |                             |                        |                  |                        |                        |                        |                        |                        |                             |
| 1994                 | Especial | Imperatriz Leopoldinense    | Campeã                 | Chiquinho        | 10                     | 10                     | 9,5                    | -                      | -                      | [ 76 ] [ 77 ]               |
| 1995                 | Especial | Imperatriz Leopoldinense    | Campeã                 | Chiquinho        | 10                     | 10                     | 10                     | 10                     | 10                     | [ 78 ] [ 79 ]               |
| 1996                 | Especial | Imperatriz Leopoldinense    | Vice-campeã            | Chiquinho        | 10                     | 10                     | 10                     | 10                     | 10                     | [ 80 ] [ 81 ]               |
| 1997                 | Especial | Imperatriz Leopoldinense    | 6.º lugar              | Chiquinho        | 10                     | 10                     | 10                     | 10                     | -                      | [ 82 ] [ 83 ]               |
| 1998                 | Especial | Imperatriz Leopoldinense    | 3.º lugar              | Chiquinho        | 10                     | 10                     | 10                     | 10                     | 10                     | [ 84 ] [ 85 ]               |
| 1999                 | Especial | Imperatriz Leopoldinense    | Campeã                 | Chiquinho        | 10                     | 10                     | 10                     | -                      | -                      | [ 86 ] [ 87 ]               |
| 2000                 | Especial | Imperatriz Leopoldinense    | Campeã                 | Chiquinho        | 10                     | 10                     | 9,5                    | -                      | -                      | [ 88 ] [ 89 ]               |
| 2001                 | Especial | Imperatriz Leopoldinense    | Campeã                 | Chiquinho        | 10                     | 10                     | 10                     | -                      | -                      | [ 90 ] [ 91 ]               |
| 2002                 | Especial | Imperatriz Leopoldinense    | 3.º lugar              | Chiquinho        | 10                     | 10                     | 9,8                    | 9,7                    | -                      | [ 92 ] [ 93 ]               |
| 2003                 | Especial | Imperatriz Leopoldinense    | 4.º lugar              | Chiquinho        | 10                     | 9,9                    | 9,8                    | 9,8                    | -                      | [ 94 ] [ 95 ]               |
| 2004                 | Especial | Imperatriz Leopoldinense    | 5.º lugar              | Chiquinho        | 10                     | 9,9                    | 9,8                    | 9,6                    | -                      | [ 96 ] [ 97 ]               |
| 2005                 | Especial | Imperatriz Leopoldinense    | 4.º lugar              | Chiquinho        | 10                     | 10                     | 9,8                    | 9,7                    | -                      | [ 98 ] [ 99 ]               |
| 2006                 | Grupo A  | Alegria da Zona Sul         | 10.º lugar (rebaixada) | Chiquinho        | 10                     | 10                     | 10                     | 9,9                    | -                      | [ 100 ] [ 101 ]             |
| 2007                 | Grupo B  | Alegria da Zona Sul         | 7.º lugar              | Chiquinho        | *                      | *                      | *                      | *                      | *                      | [ 102 ]                     |

### Corumbá
| Ano  | Grupo    | Escola                | Mestre-sala | Classificação | Ref.   |
| ---- | -------- | --------------------- | ----------- | ------------- | ------ |
| 2012 | Acesso   | Unidos da Vila Mamona | Chiquinho   | Campeã        | [ 25 ] |
| 2013 | Especial | Unidos da Vila Mamona | Chiquinho   | 5.º lugar     | [ 27 ] |

## Títulos e estatísticas
Maria Helena participou de seis campeonatos e um vice-campeonato da Imperatriz Leopoldinense.
| Divisão        | Campeonato | Ano                                 | Vice | Ano  | Terceiro lugar | Ano                           |
| -------------- | ---------- | ----------------------------------- | ---- | ---- | -------------- | ----------------------------- |
| Grupo Especial | 6          | 1989, 1994, 1995, 1999, 2000 e 2001 | 1    | 1996 | 5              | 1982, 1991, 1992, 1998 e 2002 |

## Premiações
- Estandarte de Ouro

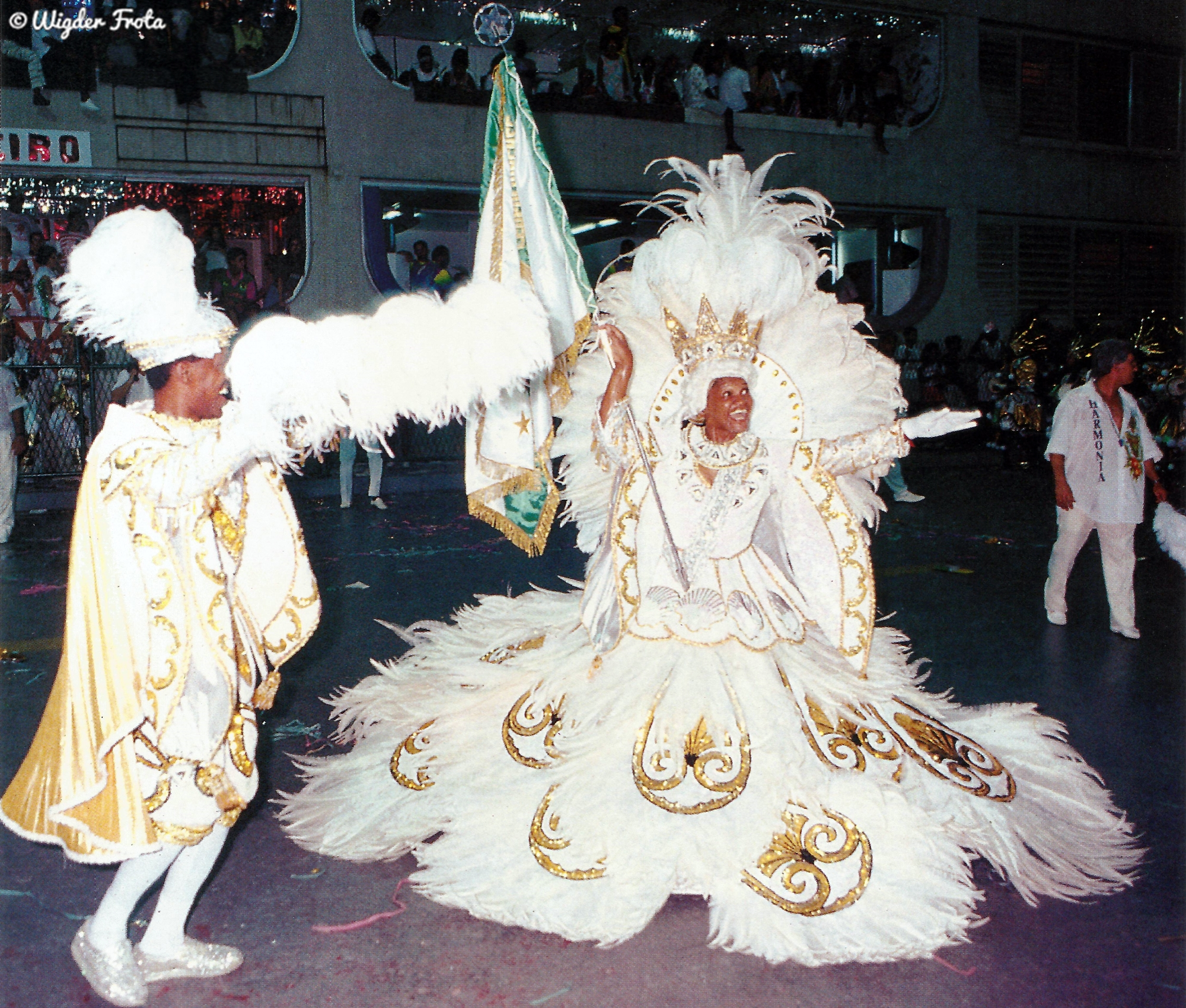
Chiquinho e Maria Helena no desfile de 1994 da Imperatriz quando a porta-bandeira recebeu seu segundo Estandarte de Ouro.

1. 1988 - Melhor porta-bandeira (Imperatriz Leopoldinense) [2]
2. 1994 - Melhor porta-bandeira (Imperatriz Leopoldinense) [2]
3. 2014 - Personalidade [103]

- Tamborim de Ouro

1. 2015 - Homenagem Especial - Personalidade [104]

- Gato de Prata

1. 2014 - Personalidade [105]

- Plumas & Paetês Cultural

1. 2011 - Eu Sou o Samba / Personalidade [106]

## Reconhecimento
Rute Alves elege Maria Helena como sua inspiração, destacando sua "garra contagiante." Em 2005, Marcella Alves escolheu Maria Helena como a melhor porta-bandeira do carnaval.